# George Pelham
Pour les articles homonymes, voir Pelham.
George Pelham (13 octobre 1766 - 7 février 1827) est un évêque de l'Église d'Angleterre, servant dans les sièges de Bristol (1802-1807), d'Exeter (1807-1820) et de Lincoln (1820-1827). Il commence sa carrière en tant que vicaire de Hellingly dans le Sussex en 1800.

## Biographie
George Pelham est le troisième fils de Thomas Pelham (1er comte de Chichester). Il fait ses études à Westminster et au Clare College, à Cambridge, et obtient son diplôme en 1787. Il sert également de 1815 à 1827 en tant que greffier du placard .